# Карцев, Михаил Александрович
Михаи́л Алекса́ндрович Ка́рцев (10 мая 1923, Киев — 23 апреля 1983, Москва) — советский учёный в области вычислительной техники, доктор технических наук, профессор.
Главный конструктор первых поколений ЭВМ для систем  контроля космического пространства (СККП) и предупреждения о ракетном нападении (СПРН). Основатель и первый директор НИИ вычислительных комплексов. Лауреат Государственной премии СССР.

## Биография
Родился в семье учителей. В 1941 году окончил среднюю школу. С сентября 1941 года до февраля 1947 года служил в армии, воевал в танковых частях на фронтах Великой Отечественной войны. После демобилизации поступил на Радиотехнический факультет Московского энергетического института.
С 1950 года, работая по совместительству в Лаборатории электросистем Энергетического института АН СССР под руководством И. С. Брука, он проектировал устройство управления (ГПД, Главный программный датчик) для одной из первых советских ЭВМ М-1. Сдав экстерном экзамены за 4-й курс, Карцев в 1952 году окончил МЭИ и возглавил в ЭНИН группу разработчиков ЭВМ М-2. Эта машина была сдана в 1953 году и в течение 15 лет находилась в непрерывной эксплуатации.

## Признание
- Орден Ленина (1978);
- Орден Трудового Красного Знамени (1971);
- Орден Красной Звезды (21.12.1944);[2]
- Орден «Знак Почёта» (1966);
- Медаль «За отвагу» (17.09.1944);[3]
- Медаль «За взятие Будапешта»;
- Медаль «За победу над Германией в Великой Отечественной войне 1941—1945 гг.»;
- Медаль «За доблестный труд. В ознаменование 100-летия со дня рождения Владимира Ильича Ленина»;
- Государственная премия СССР (1967).[4]

## Память
- В 1993 году НИИВК получил имя М. А. Карцева.
- 4 декабря 2017 года состоялось открытие мемориальной доски М. А. Карцеву на здании НИИВК[5].